# Кастель-Морроне
Кастель-Морроне (італ. Castel Morrone) — муніципалітет в Італії, у регіоні Кампанія,  провінція Казерта.
Кастель-Морроне розташований на відстані близько 180 км на південний схід від Рима, 33 км на північ від Неаполя, 6 км на північ від Казерти.
Населення — 3876 осіб (2014).
Щорічний фестиваль відбувається 8 вересня. Покровитель — Santa Maria della Misericordia.

## Демографія
Населення за роками:

Станом на 1 січня 2023 року в муніципалітеті офіційно проживало 69 іноземців з 16 країн, серед них 38 громадян країн Євросоюзу та 11 громадян України.

## Сусідні муніципалітети
- Каяццо
- Капуа
- Казерта
- Ліматола
- П'яна-ді-Монте-Верна